# Sân bay quốc tế Kuala Namu
Bản mẫu:Future airport
Sân bay quốc tế Kuala Namu (cũng gọi là Sân bay quốc tế Medan mới) là một sân bay mới đang được xây dựng để thay thế Sân bay quốc tế Polonia, sân bay có nhiều tai nạn rơi mát bay cũng như vị trí không thích hợp do nằm trong trung tâm thành phố Medan, khó cất hạ cánh và đường băng ngắn. Sân bay này đã được khởi công xây dựng ngày 29 tháng 6 năm 2006 , ngay sau ngày kỷ niệm một năm vụ rơi của chuyến bay số 091 của Mandala Airlines. Theo tiến độ, sân bay này sẽ hoàn thành vào tháng 10 năm 2009, phục vụ thành phố Medan trên đảo Sumatra, Indonesia. Cuối tháng 3 năm 2008, công việc đã hoàn thành 15% . Tổng kinh phí là 4,4 ngàn tỷ Rupiah, tương đương với 473 triệu USD theo tỷ giá ngày 3 tháng 8 năm 2007 .
Sân bay này nằm cách sân bay cũ 20 km về phía đông bắc, cách biển 3 km, được xây trên một khu đất 6,5 x 2,1 km. Giai đoạn 1 có công suất 6,4 triệu lượt khách mỗi năm, trong đó có 5,1 triệu lượt khách nội địa và 1,2 triệu lượt khách quốc tế, 0,14 triệu lượt khách quá cảnh. Giai đoạn 2 hoàn thành năm 2025 công suất sẽ đạt 14 triệu lượt khách. Giai đoạn cuối của dự án, sân bay này sẽ có công suất thiết kế 50 triệu lượt khách mỗi năm..